# Esquibien
Esquibien [ɛskibjɛ̃] (bretonisch An Eskevien) ist eine Ortschaft und eine Commune déléguée in der französischen Gemeinde Audierne mit 1.545 Einwohnern (Stand 1. Januar 2022) im Département Finistère in der Region Bretagne. 
Die Gemeinde Esquibien wurde am 1. Januar 2016 ein Ortsteil der Gemeinde Audierne.

## Lage
Der Ort befindet sich im Südwesten der Bretagne nahe der Atlantikküste auf der Halbinsel Cap Sizun. Quimper liegt 33 Kilometer (km) östlich, Brest 40 Kilometer nördlich und Paris etwa 520 Kilometer östlich von Esquibien (Angaben in Luftlinie).

## Verkehr
Vom kleinen Hafen Sainte-Evette fährt täglich das Linienschiff Enez-Sun III zur Île de Sein.
Bei Quimper und Châteaulin befinden sich die nächsten Abfahrten an der Europastraße 60 (Brest-Nantes) und Regionalbahnhöfe an der überwiegend parallel verlaufenden Bahnlinie.
Der Bahnhof von Brest ist Endpunkt des TGV Atlantique nach Paris und die Flughäfen Aéroport de Brest Bretagne nahe Brest und Aéroport de Lorient Bretagne Sud bei Lorient sind die nächsten Regionalflughäfen.

## Bevölkerungsentwicklung
| Jahr                       | 1962  | 1968  | 1975  | 1982  | 1990  | 1999  | 2007  | 2013  |
| Einwohner                  | 2.011 | 1.955 | 1.957 | 1.970 | 1.911 | 1.611 | 1.548 | 1.593 |
| Quellen: Cassini und INSEE |       |       |       |       |       |       |       |       |

## Sehenswürdigkeiten
Siehe: Liste der Monuments historiques in Esquibien

## Gemeindepartnerschaft
Mit der irischen Ortschaft Bearna im County Galway besteht eine Partnerschaft.

## Persönlichkeit
- Jean Perrot (1889–1976), Abgeordneter und langjähriger Bürgermeister